# ジョルジェミー・ゴンサウヴェス
ジョルジェミー・ゴンサウヴェス（ポルトガル語: Georgemy Gonçalves、1995年8月15日 - ）は、ブラジルのサッカー選手。ポジションはGK。

## クラブ歴
クルゼイロECの下部組織に在籍した。2015年7月1日にトップチームに昇格。13日にGDエストリル・プライアに1シーズンの期限付き移籍となった。2016年2月15日にレオ・ボナチーニに代えて6分間出場した。7月19日にはヴィトーリアSCへの期限付き移籍となり、Bチームに所属した。2018年にトゥピFCに期限付き移籍。

## 代表歴
U-20代表として2015 南米ユース選手権、2015 FIFA U-20ワールドカップに出場しU-20ワールドカップ準優勝の結果を残したが、彼はこの大会で出場機会を得る事がなかった。